# Kanton Zürich
Koordinaten: 47° 24′ N, 8° 36′ O; CH1903: 687669 / 250557
Zürich (Kürzel ZH; zürichdeutsch Züri, französisch Zurich, italienisch Zurigo, rätoromanisch Turitgⓘ), volkstümlich auch Zürichbiet oder mundartlich Züripiet genannt, ist ein deutschsprachiger Kanton im Nordosten der Schweiz. Der Hauptort ist die gleichnamige Stadt Zürich.
Der Kanton Zürich befindet sich flächenmässig im oberen Mittelfeld aller Kantone. Er weist eine ausserordentlich hohe Bevölkerungsdichte auf und ist mit seinen 1,6 Millionen Einwohnern (2023) der bevölkerungsreichste Kanton.
Er ist deckungsgleich mit der durch das Bundesamt für Statistik (BFS) definierten Grossregion Zürich und liegt zwischen den Regionen Ost- und Nordwestschweiz. Die Metropolregion Zürich geht teilweise über die Kantonsgrenzen hinaus.

## Geographie
- Höchste Erhebung: Schnebelhorn 1291 m
- Tiefster Punkt: 330 m am Hochrhein bei Weiach
- Mittelpunkt des Kantons Zürich: in Wangen-Brüttisellen

Der Kanton Zürich liegt grösstenteils im schweizerischen Mittelland. Der äusserste Südosten des Kantons ist jedoch voralpin geprägt, und der äusserste Nordwesten hat Anteil an den östlichsten Jura-Ausläufern. Der Kanton grenzt im Norden an den Kanton Schaffhausen und hat Anteil an der Grenze zwischen Deutschland und der Schweiz, im Westen an den Kanton Aargau, im Süden an die Kantone Zug und Schwyz und im Osten an die Kantone Thurgau und St. Gallen. Östlich des Kantons Zürich beginnt die Ostschweiz.
Mit dem Rafzerfeld ist der Kanton Zürich – neben Basel-Stadt und Schaffhausen – einer von nur drei Kantonen, die Gebietsanteile rechts des Hochrheins besitzen.

### Gewässer

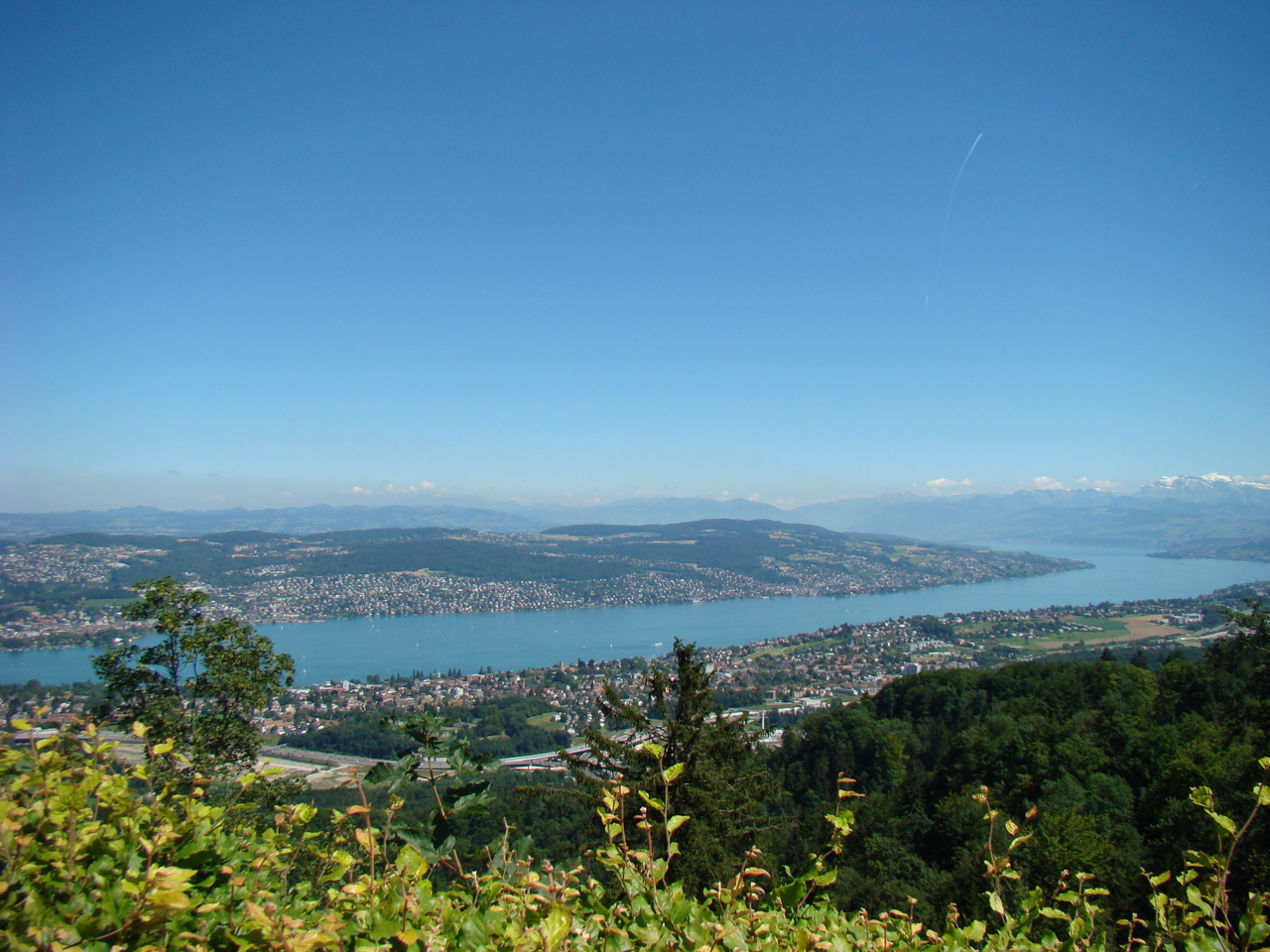
Zürichsee vom Uetliberg aus gesehen

Das grösste Gewässer im Kanton ist der langgezogene Zürichsee, der in das südliche Kantonsgebiet reicht und dort auch Anteile der östlichen Nachbarkantone Schwyz und St. Gallen umfasst. Mit dem Greifensee und dem Pfäffikersee im Zürcher Oberland liegen zwei weitere grössere Seen auf dem Kantonsgebiet. Der Türlersee, der Katzensee, der Lützelsee und der Husemersee sind kleinere Gewässer.
Die Limmat verlässt in der Stadt Zürich den Zürichsee, um sich später im Kanton Aargau mit der Reuss, der Aare und bei Koblenz AG mit dem Rhein zu vereinigen. Der Rhein bildet abschnittsweise die Grenze zum Kanton Schaffhausen und die Staatsgrenze der Schweiz zu Deutschland. Die Glatt, deren gesamter Lauf im Kanton liegt, entwässert das Glatttal und das Zürcher Oberland und fliesst nahe Glattfelden im Zürcher Unterland in den Rhein. Die Töss  ist ebenfalls ein Bergfluss, der im Zürcher Oberland entspringt und bei der Tössegg  in den Rhein mündet. Auch die Thur fliesst auf den letzten wenigen Kilometern durch den Kanton Zürich. Die Sihl entspringt im Kanton Schwyz, fliesst durch das Zürcher Sihltal und mündet in Zürich in die Limmat. Die Reuss bildet im Südwesten einen kleinen Abschnitt der Grenze zum Kanton Aargau.
Die kleinen, aber wasserreichen Bergflüsse und Bäche des Zürcher Oberlandes bildeten mit ihrer Wasserkraft vor zwei Jahrhunderten den Anfang der Schweizer Industrie.

### Berge
Höchster Berg des Kantons Zürich ist das Schnebelhorn mit 1291 m. Weitere bekannte Ausflugsgipfel im Zürcher Oberland sind der Bachtel und das Hörnli. Der Hausberg der Stadt Zürich, der Uetliberg, gehört zur Albiskette, die bis zu 915 m hoch ist. Die Lägern im Nordwesten ist bereits ein Ausläufer des Juragebirges.

### Regionen
Der Kanton Zürich wird in verschiedene kleinere Regionen aufgeteilt. Teilweise sind diese charakteristisch ländlich, doch die Verstädterung im Kanton Zürich ist weit fortgeschritten: Die Hauptstadt Zürich dominiert den Kanton.
Ganz im Norden des Kantons, zwischen Winterthur und Schaffhausen, liegt das Zürcher Weinland. Es ist sehr dünn besiedelt und hat wie keine andere Zürcher Region seinen ländlichen Charakter bewahrt. Südlich des Weinlands schliesst sich die Region Winterthur an. Winterthur ist die sechstgrösste Stadt der Schweiz und die zweitgrösste des Kantons.
Westlich der Region Winterthur bzw. nordöstlich der Stadt Zürich liegt das Zürcher Unterland. Dieses ist bereits Teil der Agglomeration Zürich, insbesondere das mittlere Glatttal ist stark verstädtert bzw. teilweise mit Zürich verwachsen, während das Furttal, das Wehntal und das Rafzerfeld jenseits des Rheins noch weitgehend ausserhalb der inneren Agglomeration liegen. Im Unterland liegt und dominiert zudem der Flughafen Zürich.
Die Hauptstadt des Kantons Zürich, die gleichnamige, stark international geprägte Grossstadt, liegt etwas westlich vom geographischen Zentrum des Kantons am Nordende des Zürichsees. Sie nimmt dort das gesamte Tal ein, das von Limmat und Sihl durchflossen und durch die Hügelketten von Uetliberg, Hönggerberg, Zürichberg und Adlisberg begrenzt wird. Westlich der Stadt, an der Limmat an der Grenze zum Kanton Aargau, liegt die Region Limmattal. Diese ist stark zersiedelt, und ihre Gemeinden sind zu einem Teil mit der Stadt Zürich zusammengewachsen.
Südlich der Stadt breitet sich der Zürichsee aus. Beide Ufer sind praktisch lückenlos überbaut. Das rechte Ufer ist aufgrund seiner sonnigen Lage zur wohlhabenden sogenannten Goldküste geworden, während das linke Ufer manchmal leicht abwertend Pfnüselküste genannt wird. Unmittelbar hinter den Zürichseegemeinden liegen die Hügel des Zimmerbergs (linkes Ufer) und des Pfannenstiels (rechtes Ufer). Insbesondere der Zimmerberg mit der Region Hirzel im südlichsten Zipfel des Kantons ist im Vergleich dünn besiedelt.
Im Südosten des Kantons liegt das teilweise voralpine Zürcher Oberland, in dem sowohl Zürcher Vorortsgemeinden, ausgesprochen ländliche Gebiete als auch mittelgrosse ehemalige Industriezentren (Uster, Wetzikon) zu finden sind.
Im südwestlichen Zipfel liegt das Knonauer Amt, im Volksmund Säuliamt genannt. Es ist durch die Albiskette vom übrigen Kantonsgebiet abgetrennt und weist überwiegend einen ländlichen Charakter auf. Zwischen dem Albis und dem Zimmerberg liegt das Sihltal. In dessen nördlichem, stadtnahen Teil liegen weitere Vorortsgemeinden Zürichs, während es im Süden praktisch unbesiedelt ist.

## Bevölkerung
Der Kanton Zürich hatte 2021 einen höheren Index der menschlichen Entwicklung als jeder unabhängige Staat der Erde und jede andere substaatliche Region.

### Einwohner
Ende 2021 lebten 1'564'662 Menschen im Kanton Zürich, von denen 428'256 (27,4 %) kein Schweizer Bürgerrecht besitzen.
| Nationalität           | Anteil an allen Ausländern | Anteil an allen Ausländern | Anteil an allen Ausländern |
| Nationalität           | Januar 2012                | Ende 2016                  | Ende 2018                  |
| ---------------------- | -------------------------- | -------------------------- | -------------------------- |
| Deutschland            | 23 %                       | 22 %                       | 22 %                       |
| Italien                | 16 %                       | 11 %                       | 14 %                       |
| Portugal               | 07 %                       | 07 %                       | 07 %                       |
| Kosovo                 | 02 %                       | 05 %                       | 05 %                       |
| Spanien                | 03 %                       | 04 %                       | 04 %                       |
| Nordmazedonien         | 04 %                       | 03 %                       | 03 %                       |
| Serbien                | 09 %                       | 03 %                       | 03 %                       |
| Österreich             | 03 %                       | 03 %                       | 03 %                       |
| Türkei                 | 03 %                       | 03 %                       | 03 %                       |
| Vereinigtes Königreich | 02 %                       | 03 %                       | 02 %                       |
| Frankreich             | 02 %                       | 02 %                       | 02 %                       |
| Polen                  | n.n.                       | 02 %                       | 02 %                       |

### Sprachen
Amtssprache des Kantons ist Deutsch. Umgangssprache ist Schweizerdeutsch respektive seine lokale Variante, das Zürichdeutsch.
Laut der neuen Zürcher Verfassung fällt auch die Gebärdensprache unter die Sprachenfreiheit.

### Religionen – Konfessionen

#### Geschichte
Der Kanton Zürich gehört zu den traditionell reformierten Kantonen, da die Stadt Zürich unter Zwinglis Führung die Reformation angenommen und in ihrem ganzen Untertanengebiet durchgesetzt hat. Damit wurde der Kanton zum ersten reformierten Ort der Schweiz. Historische Ausnahmen sind das paritätische Dietikon (1803 bei Auflösung des Kantons Baden zugeteilt) und das ehemals katholische Klosterdorf Rheinau (ebenfalls 1803 als Ersatz für den Verlust von Stein am Rhein und Dörflingen zugeteilt).
Infolge starker Zuwanderung (Zürich als Wirtschaftszentrum) und zunehmender Konfessionslosigkeit ist der Kanton heute multireligiös; keine der Gemeinschaften verfügt mehr über eine absolute Mehrheit. Öffentlich-rechtlich anerkannt sind die Evangelisch-reformierte Landeskirche des Kantons Zürich, seit 1963 auch die Römisch-katholische Körperschaft des Kantons Zürich und die kantonalzürcherische Kirchgemeinde der Christkatholischen Kirche der Schweiz sowie auf der Grundlage der neuen Kantonsverfassung seit 2005 zwei der Zürcher jüdischen Gemeinden, wogegen andere es vorgezogen haben, privatrechtlich zu bleiben.

#### Konfessionsstatistik
Ende 2023 war die Zürcher Bevölkerung zu 23,3 % evangelisch-reformiert und zu 21,7 % römisch-katholisch, die beiden grossen christlichen Kirchen umfassen damit zusammen nur noch etwa 720’000 Mitglieder. Im Vergleich zum Vorjahr haben die beiden grossen Kirchen weiter Mitglieder verloren, die evangelisch-reformierte rund 12’400 (−3,2 %), die römisch-katholische 13’300 (−3,7 %). Das ist für beide Kirchen der grösste jemals erfasste Mitgliederschwund innerhalb eines Jahres.
Ende 2022 waren  24,5 % evangelisch-reformiert und 22,8 % römisch-katholisch. Mehr als die Hälfte der Einwohner gehört mittlerweile einer anderen Glaubensgemeinschaft an oder ist gar nicht religiös organisiert. Ende 2021 war die Bevölkerung zu 25,4 % evangelisch-reformiert und zu 23,6 % römisch-katholisch. 51 % der Bevölkerung gehörten keiner oder einer anderen Glaubensgemeinschaft an. Ende 2011 waren noch 34 % der Bevölkerung reformiert und 28 % katholisch; je 0,1 % gehörten der christkatholischen Kirche oder einer der beiden öffentlich-rechtlich anerkannten jüdischen Gemeinden an. 2011 hatte die reformierte Landeskirche 5617 Mitglieder verloren (damals neu 467'000); die Mitgliederzahl der römisch-katholischen Kirche im Kanton Zürich wuchs im gleichen Jahr um 1500 Personen (damals neu 389'000).
Genaue Mitgliederzahlen zu anderen Religionsgemeinschaften im Kanton Zürich liegen seit der Volkszählung 2000 keine mehr vor. Jedoch führt das Bundesamt für Statistik (BFS) Stichprobenerhebungen durch, welche auch andere Religionsgemeinschaften im Kanton erfassen. Ende 2017 gaben 6,5 % der befragten Personen ab 15 Jahren an, einer weiteren christlichen Glaubensgemeinschaft (weder (christ-)katholisch noch reformiert) anzugehören, 6,5 % waren muslimischen Glaubens, 0,5 % gehörten einer jüdischen Gemeinschaft (inklusive staatlich anerkannte Gemeinden) an, 1,7 % waren Mitglieder sonstiger Glaubensgemeinschaften, und als konfessionslos bezeichneten sich 29,2 % der Befragten. Das statistische Vertrauensintervall der einzelnen Resultate liegt zwischen 1,6 % und 15,2 %.
| Religion                                  | 1990 | 2000 | 2010 | 2018 |
| ----------------------------------------- | ---- | ---- | ---- | ---- |
| evangelisch-reformierte Landeskirche      | 47,9 | 40,5 | 33,9 | 27,2 |
| römisch-katholische Kirche                | 35,1 | 31,2 | 27,9 | 25,6 |
| andere christliche Glaubensgemeinschaften | 04,4 | 05,2 | 06,5 | 06,3 |
| islamische Glaubensgemeinschaften         | 02,3 | 04,5 | 05,7 | 06,4 |
| jüdische Glaubensgemeinschaften           | 00,5 | 00,5 | 00,5 | 00,4 |
| keine Zugehörigkeit / ohne Angabe         | 09,3 | 17,1 | 23,9 | 32,4 |

Die Strukturerhebung von 2017 zeigt zudem grosse Unterschiede in der Religionsangehörigkeit der verschiedenen Bevölkerungsgruppen auf: Sind unter den Befragten ab 15 Jahren mit Schweizer Bürgerrecht die Angehörigen der evangelisch-reformierten Kirche (36,3 Prozent) die grösste Gruppe, so bilden bei den Befragten ab 15 Jahren mit ausländischer Staatsangehörigkeit die Konfessionslosen (35,5 Prozent) die grösste Gruppierung. Obwohl bei den 15- bis 24-Jährigen die Angehörigen der evangelisch-reformierten Kirche (28,4 Prozent) den grössten Anteil ausmachen, ist der Anteil der Befragten mit muslimischem Glauben mit 10,4 Prozent in dieser Altersgruppe am höchsten. Zum Vergleich: Bei den über 65-Jährigen gaben lediglich 1,8 Prozent an, Mitglied einer muslimischen Gemeinschaft zu sein. Grösste Gruppe in dieser Altersklasse bilden die Mitglieder der evangelisch-reformierten Kirche (44,9 Prozent).
| Religion                         | Total der Befragten | Schweizer Staats- angehörigkeit | Schweizer ohne Migrations- hintergrund | Schweizer mit Migrations- hintergrund | Ausländische Staats- angehörigkeit |
| -------------------------------- | ------------------- | ------------------------------- | -------------------------------------- | ------------------------------------- | ---------------------------------- |
| Christentum                      | 61,1                | 66,7                            | 71,5                                   | 51,6                                  | 45,9                               |
| – evangelisch-reformierte Kirche | 28,3                | 36,3                            | 44,3                                   | 11,3                                  | 06,6                               |
| – römisch-katholische Kirche     | 26,2                | 24,3                            | 22,7                                   | 29,2                                  | 31,4                               |
| – andere christliche Kirchen     | 06,6                | 06,1                            | 04,5                                   | 011,1                                 | 07,9                               |
| andere Religionen                | 08,7                | 05,5                            | 01,0                                   | 19,2                                  | 17,4                               |
| – Islam                          | 06,5                | 03,8                            | 00,3                                   | 14,9                                  | 13,8                               |
| – Judentum                       | 00,5                | 00,5                            | 00,4                                   | 00,7                                  | 00,4                               |
| – übrige Religionen              | 01,7                | 01,2                            | 00,3                                   | 03,6                                  | 03,2                               |
| konfessionslos                   | 29,2                | 26,9                            | 26,4                                   | 28,2                                  | 35,5                               |
| keine Angabe                     | 01,0                | 01,0                            | 01,0                                   | 00,9                                  | 01,2                               |

## Staatswesen

### Verfassung
Ein vom Volk gewählter Verfassungsrat hat zwischen 2000 und 2004 eine neue Verfassung erarbeitet, welche die seit 1869 geltende und seither vielfach geänderte Kantonsverfassung ablösen sollte. Der Entwurf wurde in einer Volksabstimmung am 27. Februar 2005 von den Stimmberechtigten mit deutlicher Mehrheit angenommen. Die neue Verfassung des Kantons Zürich trat am 1. Januar 2006 in Kraft.

### Legislative
- AL: 5
- Grüne: 19
- SP: 36
- EVP: 7
- GLP: 24
- Mitte: 11
- FDP: 29
- SVP: 46
- EDU: 3

Gesetzgebende Behörde ist der Kantonsrat, der 180 fest auf vier Jahre vom Volk im Proporzwahlverfahren (Verhältniswahlrecht) gewählte Mitglieder zählt. Gewählt wird in 18 Wahlkreisen, die Zuteilung der Parlamentssitze erfolgt seit 2007 nach dem «doppeltproportionalen Zuteilungsverfahren». Dieses Divisorverfahren beseitigt, im Vergleich zum zuvor angewandten Hagenbach-Bischoff-Verfahren, unter anderem die Benachteiligung kleiner Parteien. Mit dieser Änderung wurde eine Wahlkreisreform umgangen, als Hürde wurde allerdings festgelegt, dass eine Partei in mindestens einem Wahlkreis, mindestens fünf Prozent Wähleranteil erreichen muss, um ins Parlament einziehen zu können. Zudem wurden im Rahmen der Änderung die Listenverbindungen abgeschafft.
Dazu hat die Bevölkerung selbst direkten Anteil an der Gesetzgebung, indem ihm das Referendums- und das Initiativrecht zukommt. Obligatorische Volksabstimmungen finden bei allen Verfassungsänderungen statt, fakultative Volksabstimmungen bei Gesetzesänderungen, wenn dies von mindestens 3000 Stimmberechtigten verlangt wird. Volksinitiativen betreffend Änderung der Verfassung oder eines Gesetzes bedürfen der Unterstützung von mindestens 6000 Stimmberechtigten; sie unterliegen auch dann der Volksabstimmung, wenn sie vom Kantonsrat abgelehnt werden. Zürcherisches Unikum ist die Einzelinitiative: Eine einzelne Person kann dem Kantonsrat eine Gesetzes- oder Verfassungsänderung beantragen, und diese ist der Volksabstimmung zu unterbreiten, wenn sie von einer Mehrheit des Kantonsrates unterstützt wird. Für die Behördeninitiative (zum Beispiel von einem Gemeindeparlament ausgehend) gilt das Entsprechende wie für die Einzelinitiative. Der Volksvorschlag (auch konstruktives Referendum) wurde im Kanton Zürich am 23. September 2012 wieder abgeschafft.
| Partei                                        | Wahljahr | Wahljahr | Wahljahr | Wahljahr | Wahljahr | Wahljahr | Wahljahr | Wahljahr | Wahljahr | Wahljahr | Wahljahr | Wahljahr | Wahljahr | Wahljahr | Momentaner Wähleranteil in Prozent |
| Partei                                        | 1971     | 1975     | 1979     | 1983     | 1987     | 1991     | 1995     | 1999     | 2003     | 2007     | 2011     | 2015     | 2019     | 2023     | Momentaner Wähleranteil in Prozent |
| --------------------------------------------- | -------- | -------- | -------- | -------- | -------- | -------- | -------- | -------- | -------- | -------- | -------- | -------- | -------- | -------- | ---------------------------------- |
| Schweizerische Volkspartei (SVP)              | 33       | 32       | 32       | 35       | 31       | 36       | 40       | 60       | 61       | 56       | 54       | 54       | 45       | 46       | 24,92                              |
| Sozialdemokratische Partei der Schweiz (SP)   | 43       | 42       | 49       | 35       | 34       | 43       | 45       | 43       | 53       | 36       | 35       | 36       | 35       | 36       | 19,32                              |
| FDP.Die Liberalen (FDP)                       | 39       | 43       | 51       | 52       | 46       | 50       | 46       | 35       | 29       | 29       | 23       | 31       | 29       | 30       | 15,86                              |
| Grünliberale Partei (glp)                     | –        | –        | –        | –        | –        | –        | –        | –        | –        | 10       | 19       | 14       | 23       | 23       | 12,75                              |
| Grüne Partei der Schweiz (GPS)                | –        | –        | –        | 04       | 20       | 20       | 16       | 11       | 14       | 19       | 19       | 13       | 22       | 19       | 10,43                              |
| Die Mitte                                     | 0–       | 0–       | 0–       | 0–       | 0–       | 0–       | 0–       | 0–       | 0–       | 0–       | 0–       | 0–       | 0–       | 11       | 06,03                              |
| Evangelische Volkspartei (EVP)                | 11       | 14       | 12       | 14       | 11       | 08       | 09       | 09       | 09       | 10       | 07       | 08       | 08       | 07       | 03,86                              |
| Alternative Liste (AL)                        | 0–       | 0–       | 0–       | 0–       | 0–       | 0–       | 0–       | 01       | 0–       | 02       | 03       | 05       | 06       | 05       | 02,62                              |
| Eidgenössisch-Demokratische Union (EDU)       | 0–       | 0–       | 0–       | 0–       | 0–       | 0–       | 0–       | 01       | 01       | 05       | 05       | 05       | 04       | 03       | 01,89                              |
| Christlichdemokratische Volkspartei (CVP)     | 17       | 20       | 21       | 23       | 17       | 13       | 11       | 13       | 12       | 13       | 09       | 09       | 08       | 0–       | 0–                                 |
| Bürgerlich-Demokratische Partei (BDP)         | 0–       | 0–       | 0–       | 0–       | 0–       | 0–       | 0–       | 0–       | 0–       | 0–       | 06       | 05       | 0–       | 0–       | 0–                                 |
| Schweizer Demokraten/Nationale Aktion (SD/NA) | 10       | 06       | 0–       | 02       | 06       | 03       | 03       | 02       | 1        | 0–       | 0–       | 0–       | 0–       | 0–       | 0–                                 |
| Landesring der Unabhängigen (LdU)             | 26       | 20       | 14       | 12       | 10       | 02       | 05       | 02       | 0–       | 0–       | 0–       | 0–       | 0–       | 0–       | 0–                                 |
| Auto-Partei/Freiheitspartei (APS/FPS)         | 0–       | 0–       | 0–       | 0–       | 0–       | 02       | 03       | 0–       | 0–       | 0–       | 0–       | 0–       | 0–       | 0–       | 0–                                 |
| Progressive Organisationen (POCH)             | 0–       | 02       | 01       | 03       | 01       | 0–       | 0–       | 0–       | 0–       | 0–       | 0–       | 0–       | 0–       | 0–       | 0–                                 |
| Andere                                        | 01       | 01       | 0–       | 0–       | 04       | 03       | 02       | 03       | 0–       | 0–       | 0–       | 0–       | 0–       | 0–       | 02,33                              |

### Exekutive
Die oberste leitende und vollziehende Behörde des Kantons ist der Regierungsrat. Er setzt sich aus sieben gleichberechtigten Mitgliedern zusammen, wird vom Volk im Majorzwahlverfahren (Mehrheitswahlrecht) fest auf vier Jahre gewählt und vom alljährlich wechselnden Regierungspräsidenten geleitet. Jedes Mitglied steht einer der sieben Direktionen (Ministerien) der Kantonsverwaltung vor. Die vom Staatsschreiber geleitete Staatskanzlei ist die zentrale Stabsstelle des Regierungsrates und unterstützt diesen in administrativen und juristischen Fragen.
| Regierungsrat                             | Partei    | Direktion                           |
| ----------------------------------------- | --------- | ----------------------------------- |
| Jacqueline Fehr                           | SP        | Direktion der Justiz und des Innern |
| Mario Fehr, Präsident 2023/2024           | parteilos | Sicherheitsdirektion                |
| Martin Neukom                             | GPS       | Baudirektion                        |
| Natalie Rickli, Vizepräsidentin 2023/2024 | SVP       | Gesundheitsdirektion                |
| Silvia Steiner                            | Mitte     | Bildungsdirektion                   |
| Ernst Stocker                             | SVP       | Finanzdirektion                     |
| Carmen Walker Späh                        | FDP       | Volkswirtschaftsdirektion           |

Staatsschreiberin ist seit dem 1. Februar 2018 Kathrin Arioli.

### Judikative
Oberste, für den ganzen Kanton zuständige Gerichte sind das Obergericht, das Verwaltungsgericht und das Sozialversicherungsgericht. Das Obergericht besteht organisatorisch aus zwei Zivilkammern, drei Strafkammern und dem Zwangsmassnahmengericht. Beim Obergericht angesiedelt ist das Handelsgericht.
Auf regionaler Ebene bestehen zwölf erstinstanzliche Bezirksgerichte, die als Kollegialgericht, Einzelgericht, Mietgericht und Arbeitsgericht tätig sind. Das Bezirksgericht Zürich ist mit seinen rund 400 Mitarbeitern das grösste Gericht im Kanton Zürich. Auf lokaler Ebene (in der Regel mehrere Gemeinden umfassend) gibt es die Friedensrichterämter und weitere der ersten Gerichtsinstanz vorgeschaltete Schlichtungsbehörden. Daneben bestehen ein Baurekursgericht sowie ein Steuerrekursgericht, die dem Verwaltungsgericht vorgelagert sind.

### Parteiensystem
| Partei | Wahlen 2023 | Wahlen 2019 | Wahlen 2015 | Wahlen 2011 | Wahlen 2007 | Wahlen 2003 | Wahlen 1999 |
| ------ | ----------- | ----------- | ----------- | ----------- | ----------- | ----------- | ----------- |
| SVP    | 27,35       | 26,70       | 30,68       | 29,84       | 33,92       | 33,39       | 32,48       |
| SP     | 21,14       | 17,31       | 21,39       | 19,27       | 19,81       | 25,66       | 25,63       |
| FDP    | 12,45       | 13,66       | 15,33       | 11,64       | 13,15       | 16,24       | 17,82       |
| glp    | 12,37       | 13,99       | 08,16       | 11,49       | 07,01       | —           | —           |
| Grüne  | 9,93        | 14,08       | 06,89       | 08,39       | 10,37       | 08,47       | 04,14       |
| Mitte  | 8,15        | —           | —           | —           | —           | —           | —           |
| CVP    | —           | 4,41        | 04,18       | 05,03       | 07,56       | 05,43       | 05,12       |
| BDP    | —           | 1,64        | 03,62       | 05,28       | —           | —           | —           |
| EVP    | 2,84        | 3,30        | 03,12       | 03,07       | 03,68       | 04,11       | 03,44       |
| EDU    | 1,49        | 1,61        | 02,06       | 02,17       | 02,12       | 02,06       | 01,76       |
| AL     | 0,97        | 1,92        | 02,01       | 01,26       | 01,34       | 02,17       | 02,01       |
| SD     | 0,10        | 0,19        | 00,18       | 00,28       | 00,54       | 00,87       | 01,55       |
| übrige | 3,21        | 0,73        | 01,74       | 01,42       | 00,50       | 01,60       | 06,07       |

Im Kanton Zürich gibt es die üblichen in der Schweiz agierenden Parteien. Früher hatte vor allem die FDP eine bestimmende Position, verlor diese aber zusehends und musste ihre Rolle als grösste Kantonsratsfraktion in den 90er-Jahren an die SVP abtreten. In den Land- und Agglomerationsgemeinden ist die SVP, in den Städten die SP überdurchschnittlich stark. Viertstärkste Partei sind seit einigen Jahren die Grünliberalen, die sich 2004 von der Grünen Partei der Schweiz abgespalten haben. Langjährig im Kantonsrat vertreten sind zudem CVP und EVP, wobei erstere eidgenössisch deutlich einflussreicher ist als im Kanton Zürich. Zurzeit (2014) ebenfalls im kantonalen Parlament vertreten sind BDP, EDU und AL.
Die Vertretung der Parteien widerspiegelt sich weitgehend auch im 200-köpfigen Nationalrat, in welchen der Kanton Zürich basierend auf der Bevölkerungszahl seit 2023 36 Vertreter stellt. Entsprechend der kleineren Anzahl verfügbarer Sitze im Vergleich zum 180-köpfigen Kantonsrat sind kleinere Parteien mit unter 3 % der Stimmen (namentlich AL) nicht vertreten.

### Politik
Politisch nimmt der Kanton Zürich verschiedentlich eine Vorreiterrolle ein, zum Beispiel bei der Förderung des öffentlichen Verkehrs, in der Steuergesetzgebung, beim Umbau des Bildungswesens, bei Rechten für homosexuelle Paare und der Reform des Beamtenrechts (Abschaffung des Beamtenstatus); in anderen Bereichen wie der Vereinfachung der Verwaltungsgliederung hinkt er hinter anderen Kantonen wie Bern und St. Gallen nach. In die jahrzehntelang konstante Parteienlandschaft mit ihrer traditionellen Dominanz des Freisinns beziehungsweise der Freisinnig-demokratischen Partei (FDP) – die nur vorübergehend in zwei selbständige Parteien (s. Demokratische Partei) geteilt war – kam im ausgehenden 20. Jahrhundert Bewegung: Im Zusammenhang mit der schwieriger gewordenen wirtschaftlichen Lage wurde diese Vorherrschaft von der rechtskonservativen Schweizerischen Volkspartei (SVP) gebrochen, die seither die stärkste Kraft im Kanton ist. Auf der linken Seite erstarkte kurzfristig die Sozialdemokratische Partei (SP), die jedoch 2007 wieder einen Rückschlag hinnehmen musste.

### Partnerschaften
Der Kanton Zürich unterhält seit 2013 eine Partnerschaft mit der Stadt Chongqing, Volksrepublik China.

## Politische Gemeinden und Bezirke
Der Kanton Zürich zählt 160 politische Gemeinden, welche die Träger der lokalen Selbstverwaltung sind; so kommt zum Beispiel jeder einzelnen das Recht zu, den kommunalen Steuerfuss selbst festzusetzen.
Weitere Gemeindearten sind die Schulgemeinden, die aber zunehmend in die politischen Gemeinden integriert werden, die evangelisch-reformierten Kirchgemeinden und die römisch- sowie christkatholischen Kirchgemeinden. Bis Ende 2009 existierten Zivilgemeinden.
Jede Gemeinde gehört zu einem der zwölf Bezirke (siehe unten), welche die dezentralen Einheiten der Kantonsverwaltung und somit ohne eigene Autonomie sind.
Per 1. Januar 2016 fusionierten die politischen Gemeinden Illnau-Effretikon und Kyburg zur neuen politischen Gemeinde Illnau-Effretikon.

### Städte

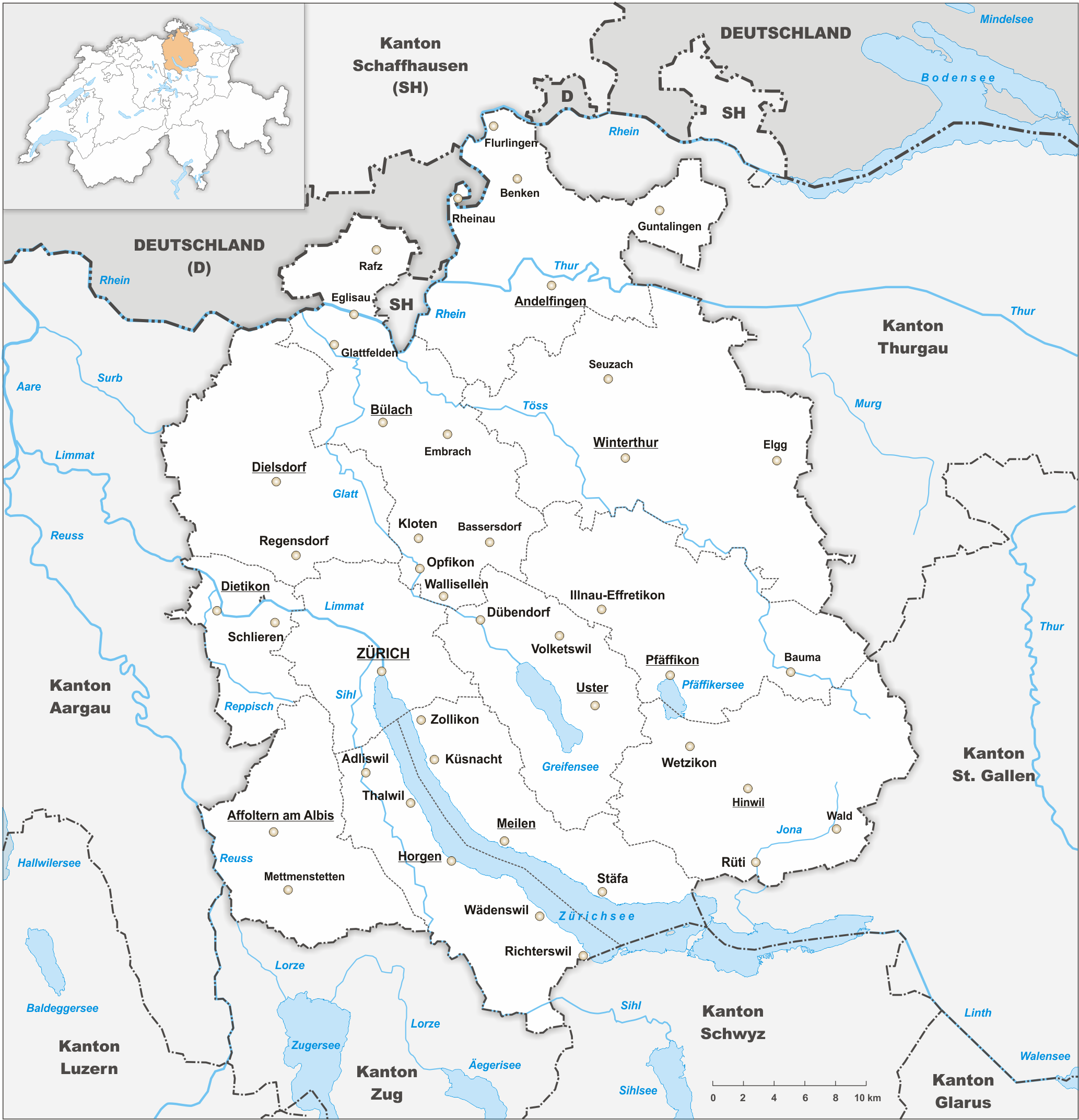
Karte der bedeutendsten Orte im Kanton Zürich (Bezirkshauptorte unterstrichen)

Von den 160 politischen Gemeinden des Kantons Zürich haben 33 die statistische Stadtgrösse von mindestens 10'000 Einwohnern, basierend auf dem zivilrechtlichen Wohnsitzbegriff mit Stand vom 31. Dezember 2023.
Nachfolgend aufgelistet sind die bedeutendsten Städte mit über 10'000 Einwohnern per 31. Dezember 2023:
| Politische Gemeinde | Einwohner |
| ------------------- | --------- |
| Zürich, Hauptort    | 433'989   |
| Winterthur          | 119'315   |
| Uster               | 036'352   |
| Dübendorf           | 031'506   |
| Dietikon            | 028'201   |
| Wetzikon            | 026'462   |
| Wädenswil           | 025'753   |
| Bülach              | 024'186   |
| Horgen              | 023'709   |
| Opfikon             | 021'553   |
| Kloten              | 021'272   |
| Schlieren           | 020'581   |
| Volketswil          | 019'723   |
| Adliswil            | 019'707   |
| Regensdorf          | 019'676   |
| Thalwil             | 018'561   |
| Illnau-Effretikon   | 017'679   |

| Politische Gemeinde | Einwohner |
| ------------------- | --------- |
| Wallisellen         | 017'625   |
| Küsnacht            | 015'162   |
| Stäfa               | 015'067   |
| Meilen              | 014'751   |
| Richterswil         | 014'209   |
| Zollikon            | 013'570   |
| Rüti (ZH)           | 012'862   |
| Affoltern am Albis  | 012'859   |
| Pfäffikon (ZH)      | 012'509   |
| Bassersdorf         | 012'186   |
| Hinwil              | 011'832   |
| Männedorf           | 011'666   |
| Maur                | 010'919   |
| Gossau (ZH)         | 010'569   |
| Wald (ZH)           | 010'562   |
| Urdorf              | 010'424   |
| Embrach             | 010'308   |

### Bezirke
| Bezirk      | Einwohner (31. Dezember 2023) | Fläche in km² | Hauptort           | BFS-Nr. |
| ----------- | ----------------------------- | ------------- | ------------------ | ------- |
| Zürich      | 433'989                       | 087.93        | Zürich             | 0112    |
| Winterthur  | 180'269                       | 251.75        | Winterthur         | 0110    |
| Bülach      | 164'131                       | 184.88        | Bülach             | 0103    |
| Uster       | 139'914                       | 112.30        | Uster              | 0109    |
| Horgen      | 131'202                       | 104.24        | Horgen             | 0106    |
| Meilen      | 108'710                       | 084.63        | Meilen             | 0107    |
| Hinwil      | 0100'857                      | 179.50        | Hinwil             | 0105    |
| Dietikon    | 097'713                       | 060.12        | Dietikon           | 0111    |
| Dielsdorf   | 095'157                       | 152.85        | Dielsdorf          | 0104    |
| Pfäffikon   | 063'033                       | 163.15        | Pfäffikon          | 0108    |
| Affoltern   | 057'801                       | 113.03        | Affoltern am Albis | 0101    |
| Andelfingen | 032'732                       | 166.54        | Andelfingen        | 0102    |
| Gesamt (12) | 1'605'5080'                   | 1728.940      |                    |         |

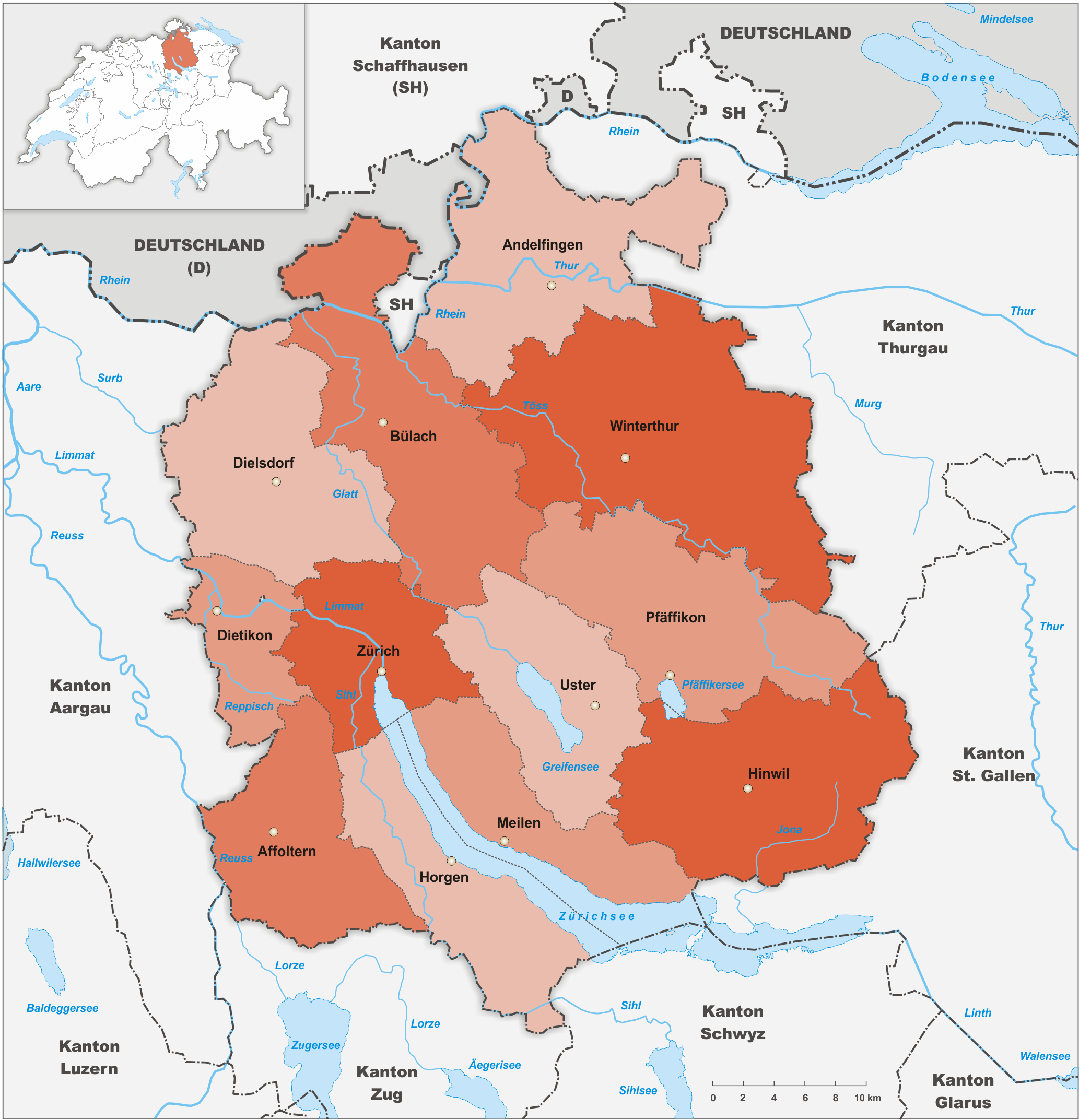
Karte der Bezirke des Kantons Zürich

Seeflächenanteil im Kanton Zürich: 67,95 Quadratkilometer

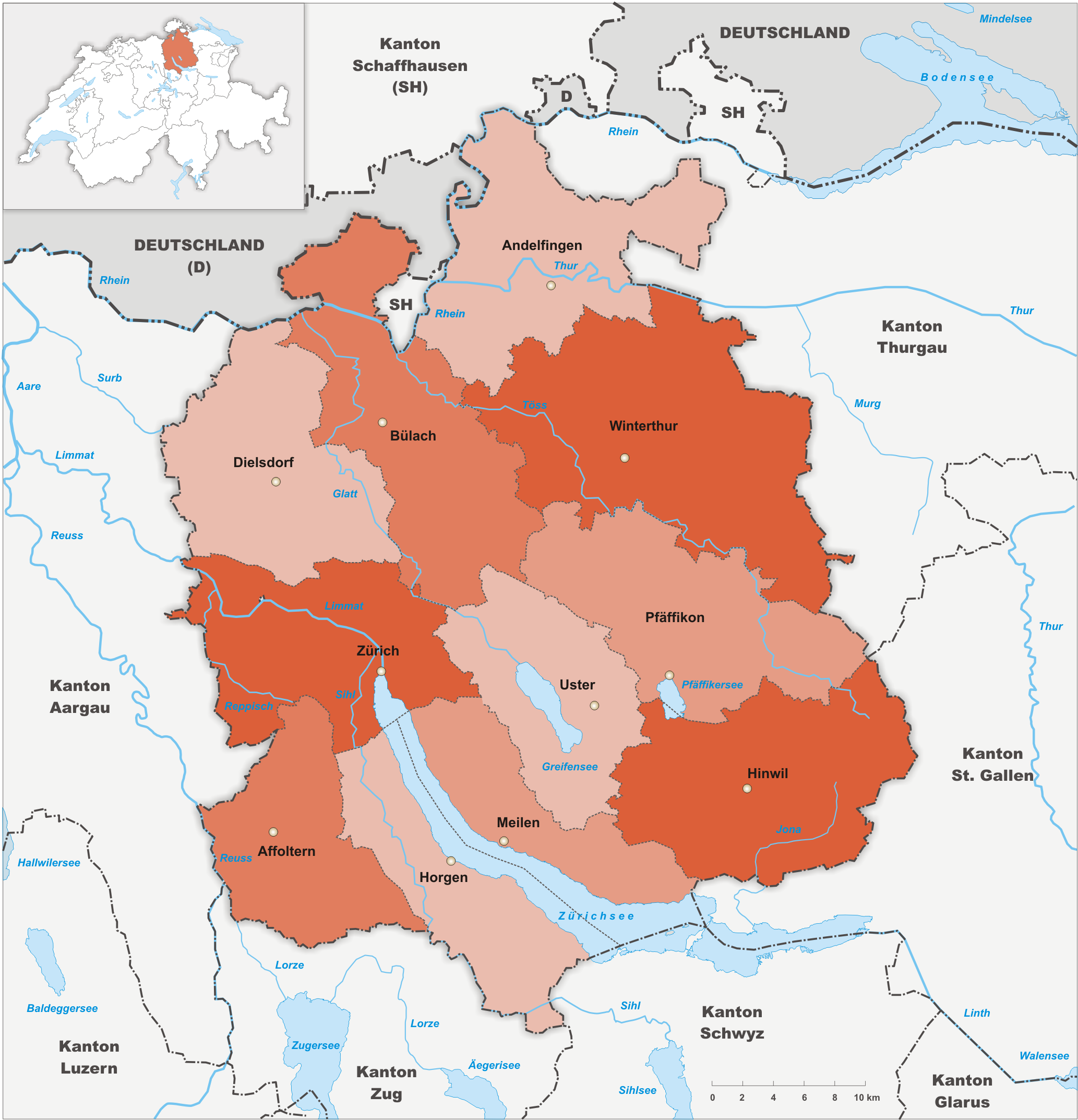
Karte der Bezirke des Kantons Zürich bis 30. Juni 1989
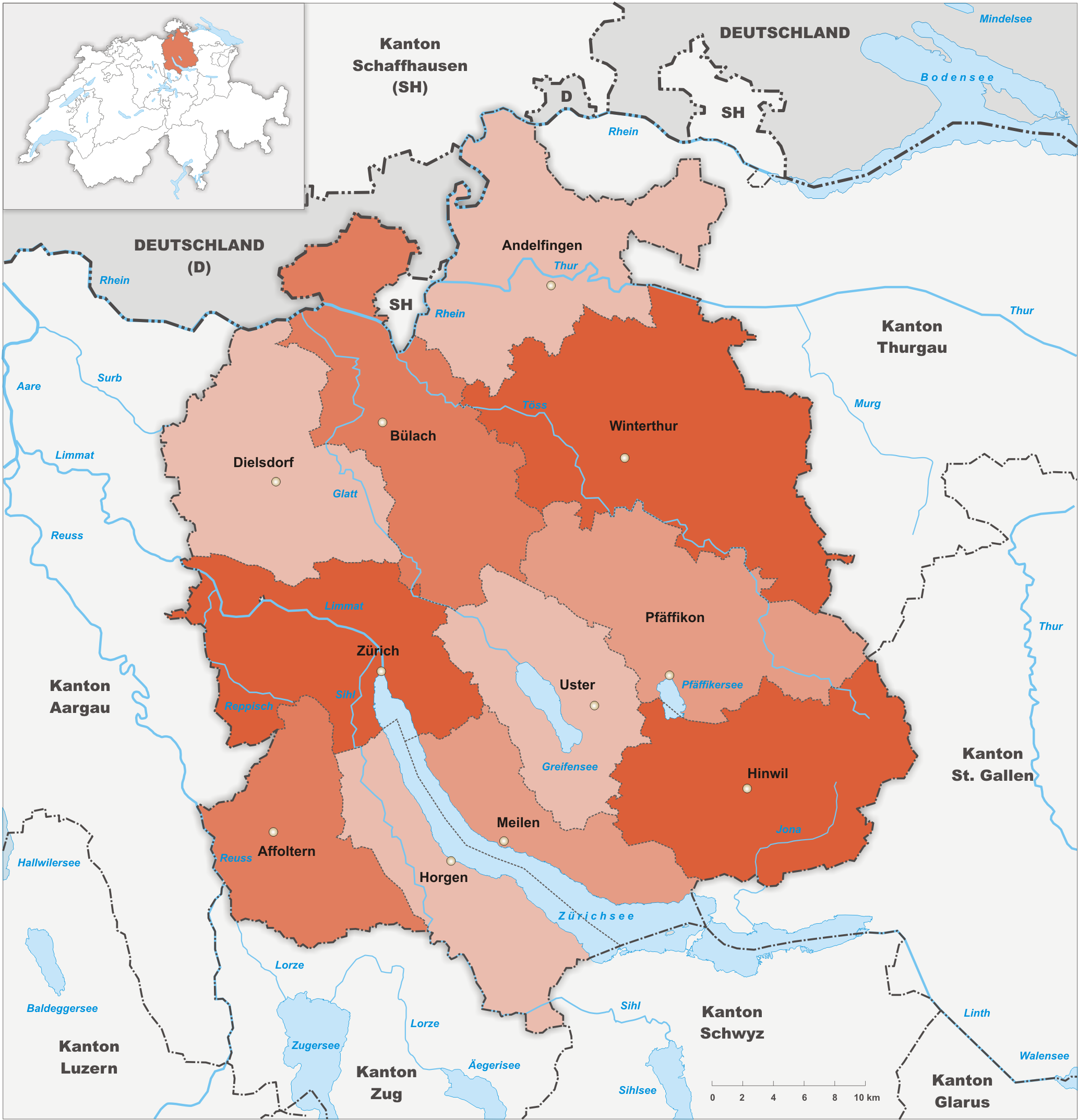
Karte der Bezirke des Kantons Zürich bis 31. Dezember 1985

Bestandsänderungen

Vom 1. Januar 1934 bis zum 31. Dezember 1985 umfasste der Bezirk Zürich neben der Stadt Zürich auch zwölf sogenannte «Landgemeinden».
Die Gemeinde Zollikon wechselte am 1. Januar 1986 zum Bezirk Meilen, die weiteren elf Gemeinden blieben aufgrund eines Rechtsverfahrens noch bis zum 30. Juni 1989 Teil des Bezirks Zürich und bilden seit dem 1. Juli den heutigen Bezirk Dietikon.

## Geschichte

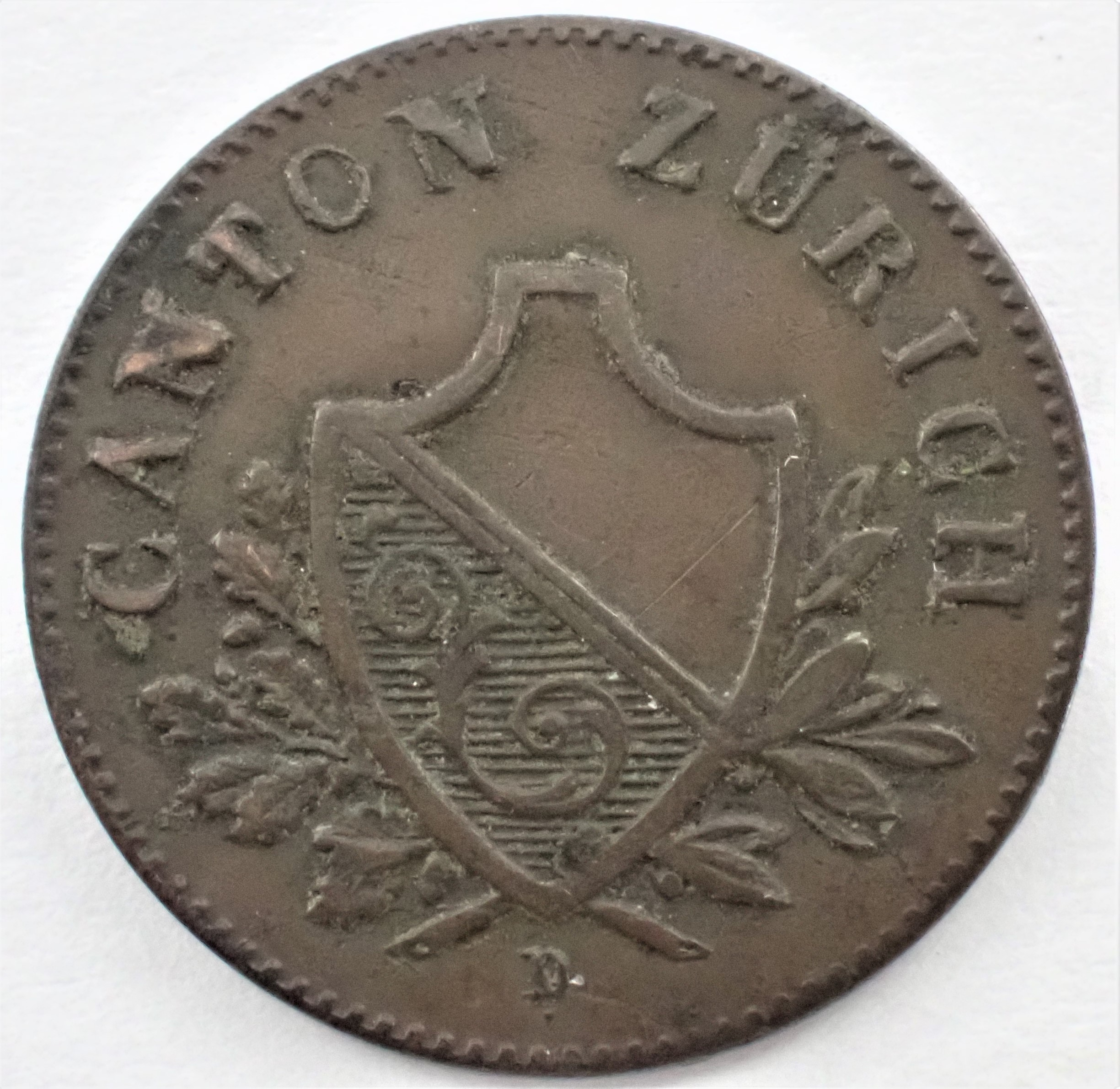
2 Rappenmünze des Kantons Zürich von 1842

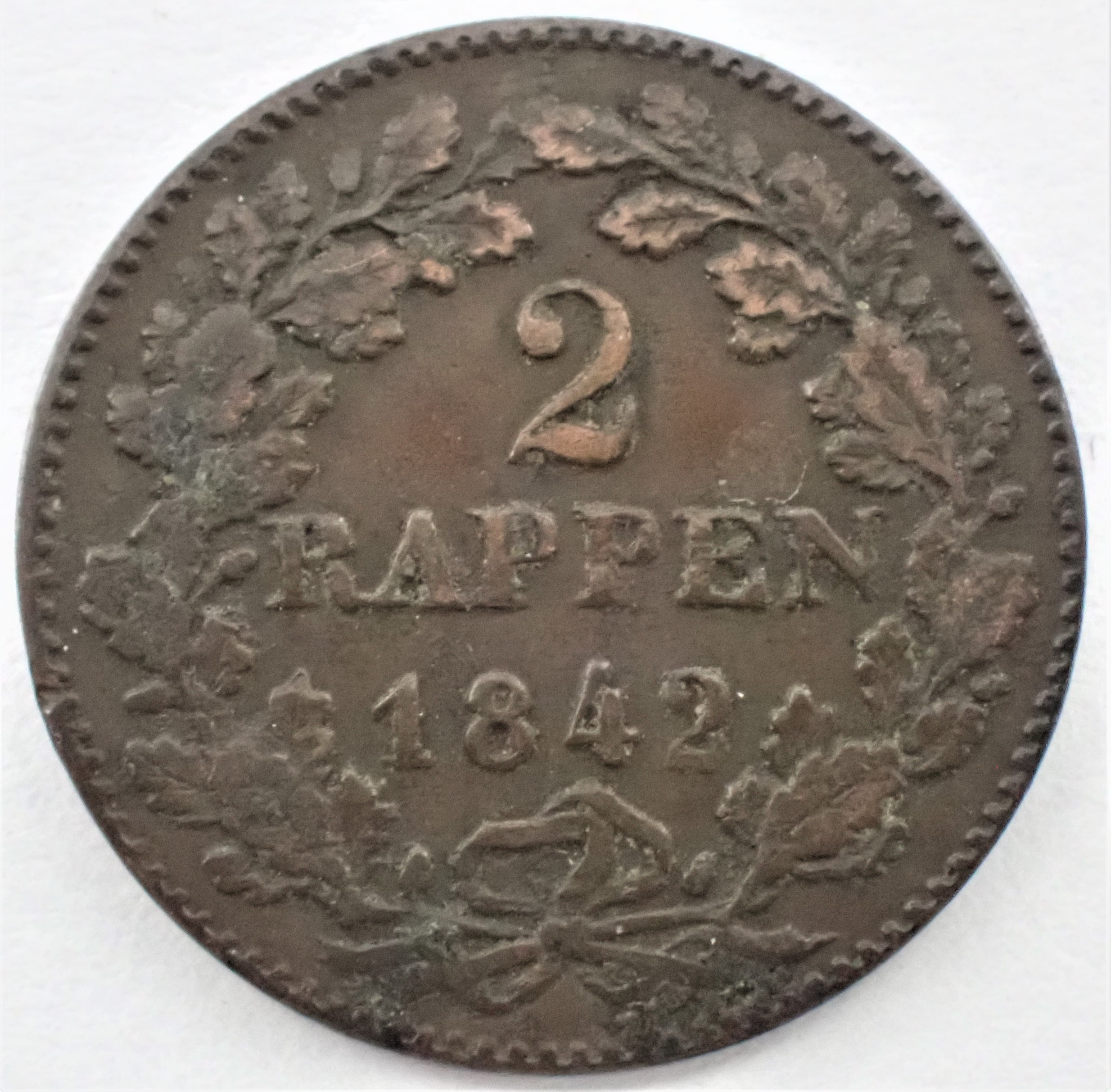
2 Rappenmünze, 1842, Revers

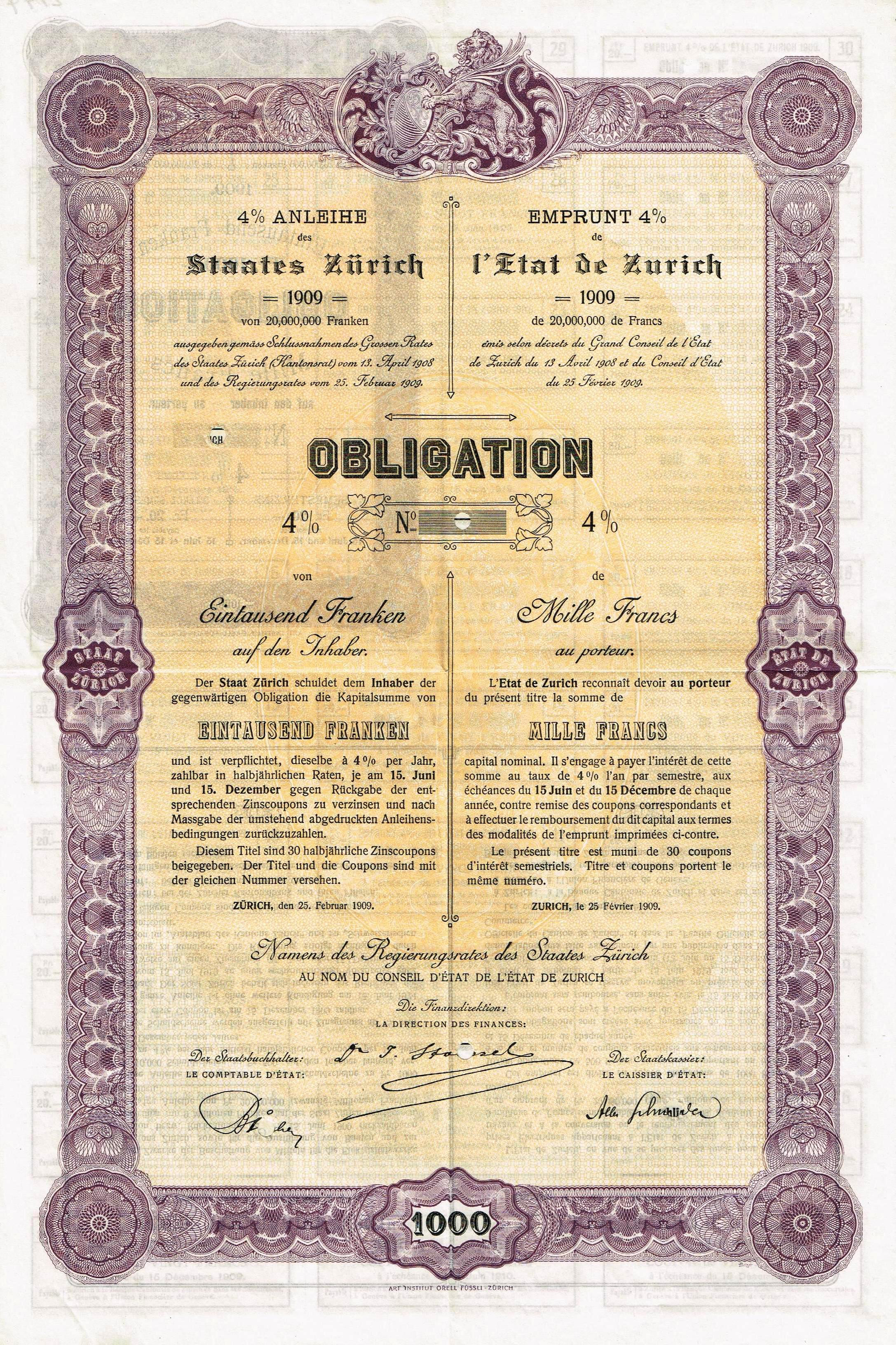
4-Prozent-Obligation über 1'000 Franken des Staates Zürich (Kanton) vom 25. Februar 1909

Gründend auf der helvetischen Mediationsverfassung entstand der Kanton 1803 auf dem Herrschaftsgebiet Zürichs und führt auch Namen und Wappen der alten Stadtrepublik.
Der Untergang der Stadtrepublik und des Ancien Régime wurde 1798 eingeläutet, als die Landschaft die Aufhebung der Untertanenschaft und die Gleichstellung mit Zürich forderte. Die Bestrebungen einen Kanton zu gründen endeten nach wenigen Wochen erfolglos, aufgrund der Besetzung des Kantonsgebiets durch französische Truppen. Das alte Herrschaftsgebiet wurde Teil der Helvetischen Republik und damit ein unselbständiger Verwaltungsbezirk mit 15 Distrikten. Anhaltende Auseinandersetzungen innerhalb der Helvetischen Republik zwangen Napoleon Ende 1802 eine Helvetische Consulta einzuberufen. Aus dieser resultierte die Ratifikation der Mediationsakte im März 1803, mit welcher die Existenz der Helvetischen Republik endete und durch den Helvetischen Staatenbund Confoederatio Helvetica abgelöst wurde.
Mit der Mediationsverfassung von 1803 entstand der neue Kanton Zürich, ein autonomer Staat und Mitglied des Helvetischen Staatenbunds. Mit einer letzten Änderung wurde das seither unveränderte Kantonsgebiet festgelegt; an die Stelle der Distrikte traten fünf Bezirke.
Mit der Niederlage französischer Truppen bei Leipzig wurde die Mediationsverfassung Ende 1813 aufgehoben. Die neu ausgearbeitete Restaurationsverfassung wurde Mitte 1814 in Kraft gesetzt und stärkte wieder den Einfluss der aristokratisch dominierten Stadt, aber auch der ländlichen Aristokratie. Erneut wurde auch die Verwaltungsstruktur geändert, festgelegt wurden elf Oberämter, deren Einteilung bis heute weitgehend unverändert geblieben ist. Innerhalb des folgenden Jahres wurde am Wiener Kongress auch die Zürcher Staatsgrenze von 1803 endgültig bestätigt.
Nach dem revolutionären Ustertag wurde innert eines halben Jahres im Jahr 1831, nach der ersten Volksabstimmung im Kanton, die neue liberale Verfassung in Kraft gesetzt. Im 1839 kam es zu einer Gegenbewegung, als beim verfassungswidrigen Züriputsch modernisierungsfeindliche «gottesfürchtige» Konservative bis 1845 die Regierung übernahmen.
Im Jahr 1868 stimmte das Volk mit grossem Mehr einer stark von Salomon Bleuler und Winterthur, aber auch den ländlichen Regionen des Kantons ausgehenden Auftrag zu einer neuen Verfassung zu, welche die bis dahin bestehende indirekten Demokratie in eine halbdirekte Demokratie verwandelte. In der Folge wurde auch das Schulwesen neu organisiert und die Zürcher Kantonalbank gegründet. Diese Verfassung blieb – mit vielen Änderungen – gültig bis ins Jahr 2005.

## Wirtschaft
2022 wurde ein Bruttoinlandsprodukt von 164 Milliarden Franken erbracht (Platz 1 unter den 26 Kantonen). Mit einem Bruttoinlandsprodukt pro Kopf von 104'620 Franken (2022) belegte der Kanton Platz 5. Die mit dem Kanton identische Grossregion Zürich hatte den höchsten Wert im Index der menschlichen Entwicklung (0,994) unter 1.790 subnationalen Regionen im Jahr 2022 und kam damit dem perfekten Wert von 1 am nächsten.

### Werk- und Finanzplatz
Der Kanton Zürich ist die wirtschaftlich stärkste Region der Schweiz. Um die Stadt Zürich hat sich eine Agglomeration mit über einer Million Einwohnern herausgebildet, die über die Kantonsgrenzen hinausreicht.
Besonders ausgeprägt ist der Finanzplatz mit national und international tätigen Banken und Versicherungen, womit Zürich mit London und Frankfurt am Main konkurrieren kann. Zürich ist neben München ein weltweit führendes Zentrum für die Rückversicherung. Überdies ist Zürich ein beliebter Kongressort.
Der Kanton Zürich ist der wichtigste Schweizer Standort für Medtech und Biotech. Die Life Sciences waren zusammen mit der Informations- und Kommunikationstechnik die wachstumsstärkste Zürcher Branche der 2010er Jahre. 3,3 % der globalen Weltklasse-Patente für Immuntherapien und 1,5 % in der Roten Biotech stammen aus Zürich.

### Verkehr
Der Kanton Zürich wird von einem dichten nationalen und regionalen Eisenbahnnetz sowie von nach Osten, Westen, Norden und Süden führenden Autobahnen durchzogen. Auf dem Gemeindegebiet von Kloten liegt der internationale Flughafen Zürich, der die Funktion eines Hubs erfüllt, jedoch gemäss Monitoringbericht 2015 an die Kapazitätsgrenzen stösst. Auf dem Gemeindegebiet von Dübendorf liegt der Militärflugplatz Dübendorf, der zukünftig die Funktion eines Regionalflugplatzes im Sinne eines Relief Airports in Analogie zum Flughafen Mailand-Linate erfüllen könnte.
Der Kanton Zürich verfügt über gute internationale Bahnverbindungen in alle Nachbarländer und mit dem Zürcher Verkehrsverbund (ZVV) über ein ausgezeichnetes Nahverkehrsnetz für den Agglomerationsverkehr, das laufend weiter ausgebaut wird.
Die Verkehrspolitik der neuen rot-grünen Mehrheit im Kantonsrat sorgt vermehrt für eine Verkehrswende. Im Jahr 2023 lag der Motorisierungsgrad (Personenkraftwagen pro 1'000 Einwohner) bei 482.

### Energie
Rund eine Million Menschen werden vom Elektrizitätswerk des Kantons Zürich EKZ mit Strom versorgt. In der Stadt Zürich erfolgt die Versorgung durch das gemeindeeigene Elektrizitätswerk der Stadt Zürich, in Winterthur durch das Stadtwerk Winterthur, weitere Gemeindewerke versorgen Gemeinden wie Andelfingen, Benken, Bubikon, Dübendorf, Embrach, Fällanden, Fischingen, Glattfelden, Gossau, Grüningen, Horgen, Kloten, Küsnacht (mit Zollikon und Erlenbach), Lufingen, Männedorf, Marthalen, Meilen, Oberglatt, Opfikon, Pfäffikon, Rümlang, Rüti, Stäfa, Uster, Wald, Wallisellen und Wetzikon. Daneben existieren einige private Genossenschaften.

### Ansässige Unternehmen
Wegen seiner wirtschaftlichen Bedeutung ist der Kanton Zürich ein wichtiger Unternehmensstandort. Verschiedene Zürcher Unternehmen haben grosse nationale oder internationale Bedeutung. Eine Vielzahl ausländischer Unternehmen führen ihren Schweizer Hauptsitz im Kanton Zürich.
Zu den grössten Zürcher Unternehmen mit nationaler oder internationaler Bedeutung zählen:
| - ABB Ltd - AMAG-Gruppe - Barry Callebaut AG - Bucher Industries AG - Careal Holding AG - Cementia Holding AG - Cofely - Conzzeta AG - Credit Suisse AG - DKSH Holding AG - Emil Frey Gruppe - Ferag AG | - Helsana AG - Implenia AG - Jelmoli Holding AG - Julius Bär Holding AG - Kaba Holding AG - Karl Steiner Holding AG - Kuoni Reisen Holding AG - Lindt & Sprüngli AG - Migros-Genossenschafts-Bund - Neue Zürcher Zeitung AG - Nobel Biocare AG - Rieter Holding AG - Sanitas Krankenversicherung | - SIX Group AG - Schweizerische Rückversicherungs-Gesellschaft AG - Sonova Holding AG - Sulzer AG - Sunrise GmbH - SWICA Holding - Swiss Life Holding - Swissport International AG - Tamedia AG - The Nuance Group AG - UBS AG - Zürcher Kantonalbank - Zurich Insurance Group |

Zu den grössten Schweizer Tochtergesellschaften ausländischer Konzerne mit Schweizer Hauptsitz im Kanton Zürich zählen:
| - Allianz Suisse - Axa Versicherungen AG - Bayer Schweiz AG - BMW Schweiz AG - Coca-Cola Beverages AG - Ericsson AG - Esso Schweiz GmbH - Fiat Group Automobiles Switzerland S.A. - Ford Motor Company (Switzerland) SA - Gate Gourmet Switzerland GmbH - GE General Electric Schweiz | - General Motors Suisse SA - Generali (Schweiz) Holding - Google Switzerland GmbH - Hewlett-Packard Schweiz GmbH - IBM Schweiz AG - ISS Schweiz AG - KPMG Holding AG - MAN Diesel & Turbo Schweiz AG - Media Markt Management und Service AG - Mettler Toledo (Schweiz) GmbH | - Microsoft Schweiz GmbH - Pfizer AG - Philips AG - PricewaterhouseCoopers AG - Renault Suisse SA - SCOR Holding (Switzerland) AG - Siemens Schweiz AG - Sony Overseas AG - TUI (Suisse) AG - Volvo Automobile (Schweiz) AG |

## Ausbildungsstätten
- Eidgenössische Technische Hochschule Zürich
- Hochschule für Wirtschaft Zürich
- Interkantonale Hochschule für Heilpädagogik Zürich
- Kalaidos Fachhochschule
- Pädagogische Hochschule Zürich
- Stiftung Wirtschaftsinformatikschule Schweiz WISS
- Universität Zürich
- Zürcher Hochschule der Künste
- Zürcher Hochschule für Angewandte Wissenschaften
- Strickhof

## Spezielle Einrichtungen und Forschung
| - Club of Rome - Eidgenössische Forschungsanstalt für Wald, Schnee und Landschaft Birmensdorf - Eidgenössische Materialprüfungs- und Forschungsanstalt Dübendorf - Eidgenössische Anstalt für Wasserversorgung, Abwasserreinigung und Gewässerschutz Dübendorf - Freud Institut Zürich - Gottlieb Duttweiler Institut | - IBM Zurich Research Laboratory - Lunge Zürich - Psychiatrische Universitätsklinik Zürich «Burghölzli» - Schweizerische Nationalbank - Schweizerisches Sozialarchiv - Technopark Zürich - Universitätsspital Zürich |